# Draconema fluminensis
Draconema fluminensis is een rondwormensoort uit de familie van de Draconematidae. De wetenschappelijke naam van de soort is voor het eerst geldig gepubliceerd in 2005 door Venekey, Lage & Da Fonseca-Genevois.